# Raul Campos e Castro
Raul Campos e Castro (* 6. Dezember 1947 in Rio de Janeiro) ist ein brasilianischer Diplomat.

## Leben
Raul Campos e Castro ist der Sohn von Lia Campos e Castro und Milton da Silva e Castro. 1968 absolvierte er den Curso Preparatório à Carreira Diplomática des Rio Branco-Institutes und wurde 1970 zum Gesandtschaftssekretär dritter Klasse ernannt.
Von 1974 bis 1977 gehörte er der Delegation bei der UNESCO in Paris an, wo er 1975 laufbahngemäß zum Gesandtschaftssekretär zweiter Klasse befördert wurde. Als solcher wurde er anschließend bis 1978 in Kingston (Jamaika), dann bis 1980 in Georgetown (Guyana) eingesetzt. Im Jahr 1980 wurde Castro zum Gesandtschaftssekretär erster Klasse ernannt und bis 1982 als Konsul zum Generalkonsulat in New York City versetzt.
Ein Jahr später war er bis 1984 in der Abteilung Afrika tätig und wurde anschließend bis 1987 als Gesandtschaftssekretär erster Klasse in Lomé eingesetzt. Von 1987 bis 1990 wurde Castro als Konsul dem Generalkonsulat in Mailand zugeteilt und gehörte ein Jahr später als Assistent der Abteilung Wirtschaft Lateinamerikas an. Noch im gleichen Jahr war er bis 1994 stellvertretender Leiter der Abteilung Mercosur, wo er 1992 laufbahngemäß zum Gesandtschaftsrat ernannt wurde. Von 1994 bis 1997 war er als Generalkonsul in Vancouver akkreditiert. Danach war Castro bis 2001 als Gesandtschaftsrat in Lissabon tätig und leitete im Anschluss daran bis 2003 die Abteilung Naher Osten und wurde 2003 in Anerkennung seiner Leistung zum Gesandten befördert.
Schließlich wurde Castro von 2003 bis 2004 als Geschäftsträger nach Quito versetzt, wo er 2004 die Abteilung Mittlerer Osten leitete. Von 2004 bis 2008 folgte ein Einsatz als Gesandter in Pretoria, wo er 2007 zum Gesandten mit Zulage ernannt wurde. Schließlich übernahm Castro vom 30. April 2008 bis zum 12. Januar 2012 die Botschaft in Abu Dhabi Vereinigte Arabische Emirate und war ab dem 11. Juli 2011 Botschafter in Saint John’s (Antigua und Barbuda).
| Vorgänger                                         | Amt                                                                             | Nachfolger                      |
| ------------------------------------------------- | ------------------------------------------------------------------------------- | ------------------------------- |
| Sérgio Augusto de Abreu e Lima Florêncio Sobrinho | brasilianischer Geschäftsträger in Quito 2003 bis 2004                          | Antonino Marques Porto e Santos |
| Flávio Moreira Sapha                              | brasilianischer Botschafter in Abu Dhabi 30. April 2008 bis 12. Januar 2012     | João de Mendonça Lima Neto      |
| Brian Michael Fraser Neele                        | brasilianischer Botschafter in Saint John’s (Antigua und Barbuda) 11. Juli 2011 | —                               |